# Dueodde Fyr
Dueodde Fyr is een zeshoekige vuurtoren op Dueodde Strand op het zuidelijke Bornholm.
De vuurtoren is met zijn 48 m Noord-Europa's hoogste. Hij heeft 196 traptreden naar de top.
Het huidige bouwwerk stamt uit 1962 en werd in gebruik genomen op 15 augustus 1962. Het loste de vuurtoren uit 1880 af. Het is in 1977 geautomatiseerd, en de reikwijdte van zijn licht is 40 km.